# Auge (récipient)
Pour les articles homonymes, voir Auge.
Une auge est un récipient, souvent de forme rectangulaire.

## Maçonnerie
En maçonnerie, l'auge, ou « gamate », est un récipient de forme rectangulaire, généralement en plastique (d'une contenance de 10 à 30 litres) dans lequel le maçon, ou le plâtrier gâche et entrepose le mortier ou le plâtre qu'il utilise manuellement, avec une truelle, aussi bien pour construire des murs que pour effectuer un crépi. Parfois surnommé piscine par les maçons[réf. nécessaire].
Anciennement
- Auge : pierre carrée ou arrondie par les angles fouillée en dedans ou taillée de manière qu'on laisse une épaisseur de six pouces au plus dans son pourtour aussi bien que dans le fond pour retenir l'eau.
- Auge de maçon : espèce de boîte non couverte construite de chêne de forme carré long dont le fond plus étroit que l'ouverture forme des talus inclinés en dedans et donne à l'ouvrier la facilité de ramasser le plâtre qui est gâché dedans.
- Augée : auge pleine de plâtre ou de mortier.

## Élevage
Une auge est un récipient creux plus long que large, servant à distribuer des aliments à des animaux de ferme (cochons, bovins, etc.), aussi appelée « mangeoire ». Celle-ci peut être faite de divers matériaux : en maçonnerie, en plastique, en fer, etc.

## Autres acceptions du mot
Une auge désigne aussi :
- Vulgairement, une assiette (en référence à la mangeoire des animaux) ;
- Toutes sortes de contenants en forme d'auge, telle l'auge en plastique jetable servant pour les pipettes automatiques multicanaux, en biologie moléculaire.